# CA 시르보네로
CA 시르보네로(스페인어: Club Atlético Cirbonero)는 스페인 나바라주 신트루에니고를 연고로 하는 축구단이다. 1945년에 창단되었으며, 테르세라 페데라시온에 참가하고 있다.